# The Lost Tapes – Remixed
The Lost Tapes - Remixed es un álbum de remezclas publicado el 15 de mayo de 2015 por Kosmo Records con canciones grabadas por el cantante inglés Sam Smith en 2008. Las canciones fueron grabadas para su primer álbum inédito, Sam Smith Diva Boy (2008).[cita requerida]

## Antecedentes
En 2008, Smith había firmado un contrato con Venus & Mars Music, un pequeño sello independiente del Reino Unido, y recibió el encargo de grabar canciones del equipo de compositores formado por Victoria Hemmings, William John Pearce y John Conlon. La primera de las grabaciones de Smith que vería la luz sería "Bad Day All Week", una canción escrita a mediados de los 90. Antes de su lanzamiento previsto como sencillo, se tomó la decisión de crear una serie de mezclas de baile y club de la canción. El sencillo se lanzó en agosto de 2008 con remezclas de Kinky Roland y Per QX. También se lanzó un vídeo musical, pero la canción no tuvo mucha repercusión en las principales listas de éxitos. Sin embargo, las remezclas ganaron algo de tracción en un par de listas de clubes y Venus & Mars Music desempolvó más canciones de Hemmings, Pearce y Conlon. Smith grabó "A Little Melancholy", "Show a Little Mercy" y la canción que finalmente se convertiría en la canción que da título al álbum previsto, "Time Won't Wait". También grabaron "Momentarily Mine", una balada coescrita por Lindsey Thompson.
En febrero de 2009, Venus & Mars Music lanzó otro sencillo en el Reino Unido, "When It's Alright". Aunque en su forma original se trataba de un tema pop-soul, "When It's Alright" había recibido un tratamiento de remezcla por parte de Kinky Roland, Per Qx y Kid Massive, y se distribuyó a los DJ de clubes. Las remezclas transformaron la canción en un tema de club deep house. Aunque "When It's Alright" no había irrumpido del todo en el gran público, estaba recibiendo críticas positivas. Finalmente, un sello alemán de música dance, Kosmo Records, se puso en contacto con Venus & Mars Music y firmó un contrato de licencia mundial para el tema, además de tomar la opción de remezclar todo el álbum de Smith para otros territorios cuando se publicara. "When It's Alright" se volvió a promocionar en abril de 2009 con nuevas remezclas del productor alemán Tom Novy. La canción tuvo un gran éxito en las listas de éxitos dance, pero el sencillo, al igual que "Bad Day All Week", había experimentado unas ventas flojas en el Reino Unido.
Smith tenía poco interés en convertirse predominantemente en un acto de baile. Tenían pasión por la música soul y su sueño era cantar baladas potentes y el tipo de números uptempo pop/soul que Whitney Houston había hecho en las décadas de 1980 y 1990, todo lo cual parecía estar muy lejos de las pistas que habían completado hasta el momento como parte del proyecto Time Won't Wait. En 2010, Smith decidió poner fin a su asociación con Venus & Mars Music y se alejó del acuerdo. Sin embargo, como el acuerdo que Kosmo Records cerró con Venus & Mars Music les daba derecho a remezclar cualquiera de los temas del álbum inédito de Smith, era inevitable que salieran a la luz una vez que se convirtiera en un nombre comercial.
Así, en 2013, "When It's Alright", ahora completamente transformada y acreditada a Juun featuring Sam Smith, fue reeditada y se convirtió en un pequeño éxito de club en Alemania y en gran parte de Europa. Al año siguiente, surgió "Momentarily Mine" - the piano balled, ahora titulado simplemente "Moments", bajo el nombre de Freddy Verano featuring Sam Smith. Radicalmente transformada, esta canción tuvo una difusión similar e inspiró a Kosmo Records a replantearse todo el proyecto Time Won't Wait. En última instancia, encargaron remezclas para cada pista del álbum y rebautizaron la colección como The Lost Tapes - Remixed. Salió a la venta en mayo de 2015. En agosto de 2016, el sello británico Flipbook Music publicó la versión original de 2008 de "Momentarily Mine", y anunció el lanzamiento de todo el álbum con las primeras grabaciones de Smith anteriores a su fama para septiembre de 2016. Titulado Diva Boy, el álbum no salió a la venta a pesar del anuncio..

## Lista de Canciones
| Standard Edition |                                                       |                  |          |  |
| N.º              | Título                                                | Producer(s)      | Duración |  |
| 1.               | «All This Madness» (Genji Yoshida Remix Edit)         | Genji Yoshida    | 3:39     |  |
| 2.               | «When It's Alright» (Juun feat. Sam Smith Radio Edit) | Juun             | 3:16     |  |
| 3.               | «Little Tin Buddhas» (Berger & Shaqiri Remix)         | Berger & Shaqiri | 3:31     |  |
| 4.               | «Time Won't Wait» (Tai Remix)                         | Tai              | 3:34     |  |
| 5.               | «Moments» (Freddy Verano feat. Sam Smith Radio Edit)  | Freddy Verano    | 3:21     |  |
| 6.               | «Out of Our Heads» (Tom Bruckner Remix)               | Tom Bruckner     | 5:26     |  |
| 7.               | «Bad Day All Week» (Adrian Bahil Remix)               | Adrian Bahil     | 4:05     |  |
| 8.               | «So Much More to Lose» (Pooker Remix)                 | Pooker           | 3:53     |  |
| 9.               | «Show a Little Mercy» (Tai Remix)                     | Tai              | 3:13     |  |
| 10.              | «A Little Melancholy» (Arbitraire Remix)              | Arbitraire       | 3:22     |  |
| 35:60            |                                                       |                  |          |  |

## Historial de Lanzamiento
| Región | Fecha              | Discográfica  | Formatos         |
| ------ | ------------------ | ------------- | ---------------- |
| Varios | 15 de mayo de 2015 | Kosmo Records | Descarga digital |
| Varios | 29 de mayo de 2015 | Kosmo Records | CD               |